# 2-Aminopuryna
2-Aminopuryna – aromatyczny związek heterocykliczny, analog adeniny i guaniny.
Jest fluorescencyjnym markerem molekularnym stosowanym w badaniach kwasów nukleinowych. Najczęściej łączy się tyminą jako analog adeniny, ale można także wiązać się z cytozyną jako analog guaniny.